# Lionel Mathis
Lionel Mathis (Montreuil-sous-Bois, 4 oktober 1981) is een Frans voormalig  voetballer die speelde als middenvelder.

## Carrière
Mathis begon zijn carrière bij Auxerre. In 2007 vertrok hij naar FC Sochaux. Die club verhuurde hem het seizoen erna een jaar aan EA Guingamp. Guingamp nam hem daarna definitief over. Hij keerde in 2016 terug bij Auxerre waar hij zijn carrière afsloot.

## Erelijst
Auxerre
- Coupe de France: 2003, 2005
- Coupe Gambardella: 1999

 Guingamp
- Coupe de France: 2009, 2014

 Frankrijk
- Europees kampioenschap onder 18: 2000

Individueel
- Ligue 1 Beste belofte van het jaar : 2002-2003